# حسن الجندي
حسن الجندي (مواليد 26 مارس 1989) كاتب وروائي مصري، درس في جامعة عين شمس بكلية الآداب قسم الدراسات الفلسفية وتخرج منها عام 2010، حيث بدأ الكاتب بالدخول إلى عالم الأدب وكتابة الروايات عندما كان في المرحلة الجامعية وذاع صيته أثناء هذه الفترة ومع صدور أول رواية طويلة تحمل اسمه.
هو واحد من الكتاب الشباب الذي استطاع خلال فترة وجيزة جدًا اكتساب قاعدة عريضة من جمهور الشباب القارئين والمتابعين، فقد حصلت مؤلفاته ورواياته على ما يقرب من مائة ألف مشاهدة داخل مصر وخارجها، وهي نسبة ليست بالقليلة، وخاصة «ثلاثية مخطوطة ابن اسحاق» التي استطاع من خلالها وضع اسمه في مصاف الكتاب الأكثر شهرة في مجال الرعب.
اتسم أسلوبه في الكتابة بالسلاسة والمرونة واهتمامه وتركيزه الشديد على عنصري الإثارة والتشويق والحرص على اختيار حبكة درامية مميزة، كما أنه لوحظ أنه قام بتطوير أسلوبه في الآونة الأخيرة، حتى أنه خلال أحد اللقاءات الصحفية طلب العديد من القراء والمتابعين طلب منه أرقام الهواتف الخاصة بالعديد من شخصيات رواياته إلا أنه أخبرهم أنها مجرد شخصيات تخيلية.

## مشواره الأدبي
بدأ حسن الجندي بكتابة الروايات عندما كان في السابعة عشر من عمره، حيث قام في البداية بكتابة مجموعة من القصص القصيرة التي كانت تحمل اسم نقطة ومن أول السطر، كان ذلك عام 2009. كما أقدم حسن الجندي على كتابة مجموعة عددية من القصص القصيرة في نفس العام ولكن باسم آخر، وهو اعذريني ومخاوف أخرى، وفي عام 2010 قام بإصدار سلسلة من قصص الرعب القصيرة بعنوان حصاد الشيطان. كما تم إصدار أول رواية طويلة للكاتب حسن الجندي بعنوان مدينة الموتى، وهي أول رواية من ثلاثية ابن إسحاق في عام 2009. ومن ثم قام بإصدار رواية أخرى في العام التالي عام 2010 م بعنوان نصف ميت والتي حازت على إعجاب العديد من القراء. أعقبها رواية الجزار التي شهدت إقبالًا واسعًا بين الشباب حتى أنها أصدرت طبعة أولى عام 2010 وطبعة ثانية عام 2012. في العام نفسه قام الكاتب بإصدار الجزء التاني من السلسلة الروائية المعروفة والتي اشتهر بها مخطوطة ابن إسحاق بعنوان جديد وهو المرتد. ويذكر أن للكاتب حسن الجندي رواية مسلسلة تحمل اسم الغول قام بإصدارها عام 2011 بالاشتراك مع مجلة حريتنا. قام بنشر مجموعة من المقالات الأدبية المميزة في جريدة الثوار الإلكترونية التي تم إطلاقها في عام 2011، وبدءً من هذا التاريخ تم العمل على نشر مقالات خاصة بالكاتب بشكل أسبوعي، ولكن هذه المرة كان لصالح شبكة أخبار مصر الإخبارية. بعد ذلك قام الكاتب بإصدار مجموعة من أفضل الروايات المرعبة وقد استطاعت كل رواية تحقيق نسبة مشاهدة كبيرة أبرزها الجزار، ابتسم فأنت ميت، حوار مع كاتب رعب، المرصد، بالإضافة إلى ليلة في جهنم وغيرها من الروايات الرائعة المميزة.

## المؤلفات
- سلسلة روايات مخطوطة بن إسحاق «مدينة الموتى»[5]
- سلسلة روايات مخطوطة بن إسحاق «رواية المرتد»[6]
- سلسلة روايات مخطوطة بن إسحاق «رواية العائد»[7]
- رواية «ابتسم فأنت ميت»[8]
- رواية «في حضرة الجان»[9]
- رواية «نصف ميتًا دفن حيًا»[10]
- روايه «ليلة في جهنم-منزل أبو خطوه»[11]
- رواية «لقاء مع كاتب رعب»
- رواية حكايات فرغلي المستكاوي «حكايتي مع كفر السحلاوية»[12]
- ليله في جهنم-الرصد[13]
- رواية «اعذريني ومخاوف أخرى»[14]
- رواية «الجزار»

## الجوائز والتشريفات
حصل حسن الجندي على التقدير الكبير بين جميع القراء وخاصة الشباب الذين يعشقون الروايات المرعبة، حيث حصلت كتبه ورواياته على نسب مبيعات كبيرة، كما ظهر حسن الجندي في العديد من حلقات النقاش الأدبية ضمن فعاليات معارض الكتاب.

## اقتباسات
- رواية الجزار: «إنه الطريق الذي نختاره بإرادتنا وعندما نسير فيه نفقد تلك الإرادة».

- رواية الجزار: «إذا انتصر عقلي على ضميري، فأنا لا أستحقه».

- رواية الجزار: «الانتقام وجبة يفضل أن تقدم باردة».

- حكايات فرغلي المستكاوي: «يا من تسكن في أسفل الوديان يا من إذا نطقنا اسمك حضرت يا من تحرس المسافرين والنائمين في الفلاة، اهرب بيننا واجر بين أصابعنا».

«لو يستعرض المرء نتاج فعلته قبل الإقدام عليها لما وجدت كلمة الندم في قواميسنا».
- رواية ابتسم فأنت ميت: «رواية ابتسم فأنت ميت: «لا يمكنك أن تجبر أحد على الابتسام، إلا وهو ميت».

رواية الرصد: «الخيال يجب أن يكون منطقيًا أما الواقع فيجب أن يكون خياليًا، الأديب يحاول منطقة خياله أثناء الكتابة لذا نقرأه منمقًا وواقعيًا، أما ما يحدث في واقعنا فهو أكثر خيالًا من أن يصدقه القراء».
- رواية منزل أبو خطوة: «كل حاجة وليها تمن، فيه ناس بتختار اختيارات وتفاجئ لما ينطلب منهم التمن، التمن من حياتهم وصحتهم وسعادتهم وأحلامهم ومستقبلهم».

- رواية نصف ميت دفن حيًا: «أنا من أتيت من أعماق عقلي، أنا الرغبة المجسدة، أنا من أردت أن أكونه، وأخاف أن أكونه، أنا المسخ الذي عاد لكم».

- رواية ضريح عمرو بن الجن: «الإنسان بيطلب العدالة في حالة واحدة، لما يفشل إنه يظلم اللي ظلمه».

- رواية نصف ميت دفن حيًا: «الجميع نسى أو تناسى أنني من حقي أن أختار بكامل حريتي أن أكمل تعليمي أو لا أكمله، وخاصة أنني وصلت لسن النضج الذي يمكنني من اختيار طريقي القادم لا أن يفرضه أحدهم علي، وحتى لو أخطأت فسأتحمل نتيجة خطأي لأني اخترت حريتي».

«لماذا منح الله النساء كل هذا القدر من الجمال وكل هذا القدر من الخيانة، كل هذا القدر من الرقة وكل هذا القدر من الدنس».

## وصلات خارجية
- الموقع الرسمي